# Temple de Shitthaung
Le temple de Shitthaung ou Shit-thaung est l'un des plus importants temples de la ville de Mrauk U, dans l'État d'Arakan, à l'ouest de la Birmanie. Son nom signifie Sanctuaire des 80 000 statues de Bouddha, faisant référence au nombre de représentations du Bouddha qui s'y trouvent. Il est aussi connu comme le Temple de la Victoire.
Édifié en 1536 par le roi Min Bin (en) pour commémorer sa conquête du Bengale (d'où le surnom Temple de la Victoire), ce temple est situé sur la pente occidentale de la colline de Pokhaung Hill, au nord de l'ancien Palais Royal de Mrauk U, à côté du Temple de Htukkanthein et de la Pagode Ratanabon. Comme la plupart des temples bouddhistes de Mrauk U, il ressemble à une forteresse : construit à flanc de colline, structure massive, avec de petites fenêtres et entouré de murs (à l'exception du côté est qui jouxte la colline). D'après le docteur Emil Forchhammer, un archéologue employé par le Raj britannique pour étudier Mrauk U à la fin du XIXe siècle, ce temple a été utilisé comme refuge en temps de guerre.

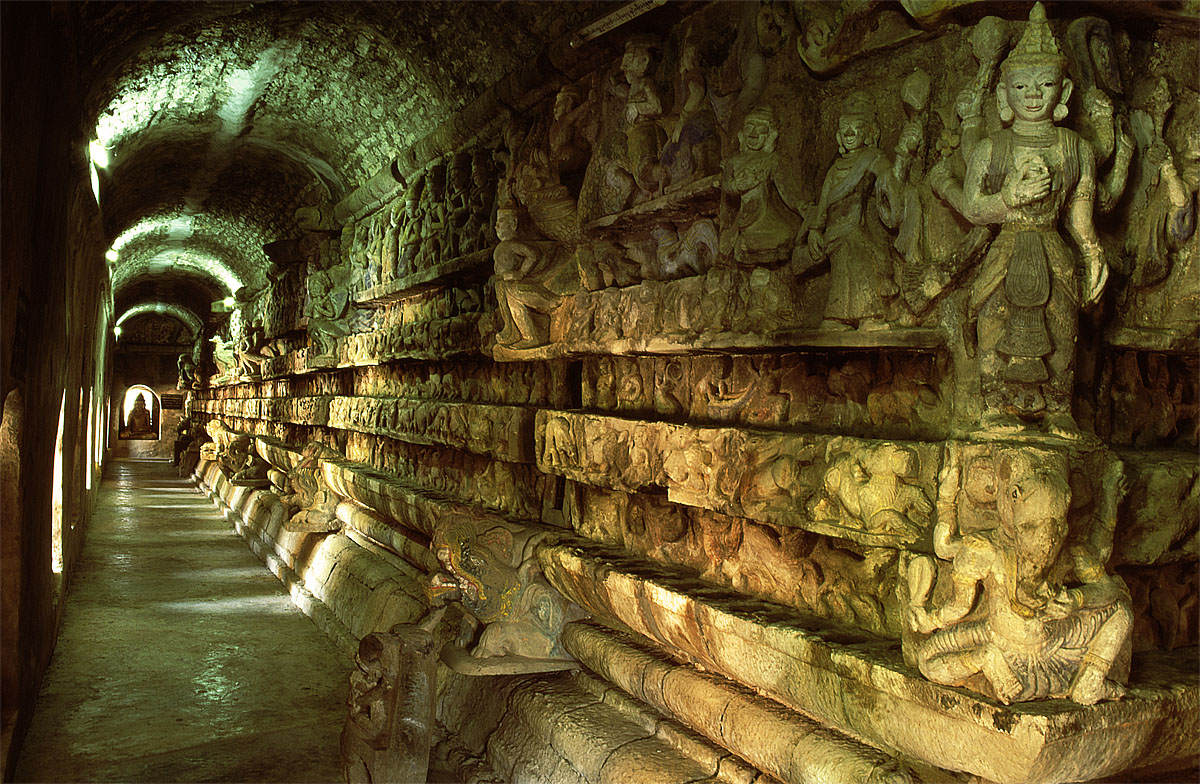
Couloir du temple de Shitthaung.

Le temple possède un stûpa central en forme de cloche de 26 mètres de haut, entouré de quatre petits stûpas aux angles, eux-mêmes entourés de stupas plus petits. Au total, il compte 27 stupas, auxquels s'ajoutent d'autres stupas posés sur les murs nord et sud. Certains stupas incorporent des éléments architecturaux bengalis du XVIe siècle, faisant référence à la campagne du roi Min Bin. À l'est du temple ont été ajoutés au XXe siècle un imposant escalier et un tazaung (sanctuaire birman).
Au centre du bâtiment se trouve la salle d'ordination, contenant un grand nombre de statues de Bouddha. La statue principale, faisant trois mètres de haut, recouverte de feuilles d'or, représente le Bouddha en position Bhumisparsha mudra, appelant la terre en témoin. La salle d'ordination est entourée de trois couloirs, d'une longueur cumulée de cent mètres environ, comportant une multitude de bas-reliefs, sculptés sur six niveaux. Des traces de pigmentations montrent qu'ils étaient peints. Ces bas-reliefs représentent la cour du roi Min Bin et la perception qu'il avait de lui-même : un conquérant du monde aux nombreux succès militaires. Ces bas-reliefs représentent également les Trois Mondes du Bouddhisme (le monde du désir, le monde de la forme et le monde du sans forme). Les six niveaux de bas-reliefs font référence aux six paradis du premier de ces mondes.
Les niveaux les plus bas des bas-reliefs représentent des animaux de tous types, des personnes dansant, chassant, cuisinant, luttant et plus généralement qui profitent de la vie dans le monde du désir. Le niveau central (le quatrième) représente le niveau le plus haut de l’existence dans le monde de la forme : il reprend les contes des Jātaka avec la vie du Bouddha Gautama. Les Lokapala (gardiens du monde) sont représentés sur le cinquième niveau des bas-reliefs. Enfin, sur le sixième niveau, tout en haut, est représenté Brahmā : le dieu donnant accès aux morts du monde de la forme au monde sans forme.
Certains bas-reliefs représentent également des bouddhas, des bodhisattvas, des devas, des esprits protecteurs, des scènes des jatakas, et des animaux réels ou imaginaires, traduisant le syncrétisme entre bouddhisme et hindouisme caractéristique de la religion en Arakan.
Un bâtiment à côté de l'escalier d'entrée contient le pilier Shitthaung, beaucoup plus ancien que le temple lui-même. Le roi Min Bin l'a ramené de Wethali, un royaume au Nord de Mrauk U qui a existé du IVe siècle au VIIIe siècle. Ce pilier de trois mètres de haut, en grès, porte des inscriptions dans l'ancienne langue sanskrite. L'une de ses faces présente une liste des rois qui ont régné dans ce royaume aux VIIe et VIIIe siècles.

## Conservation
Le temple a été bombardé par les birmans lors de la Conquête du royaume d'Arakan par la Dynastie Konbaung de Birmanie en 1784, puis par les Britanniques lors de la première des Guerres anglo-birmanes en 1825. a Il été totalement délaissé au début du XXe siècle. Depuis, il est redevenu un lieu de culte et a été restauré et modifié.
En 2003, on a découvert que le stûpa central commençait à fuir et l'eau à endommager les stucs et les peintures des espaces intérieurs. Pour y remédier, le département local d'archéologie a fait bétonner l'extérieur des stûpas, ce qui a complètement modifié leur apparence.

## Galerie

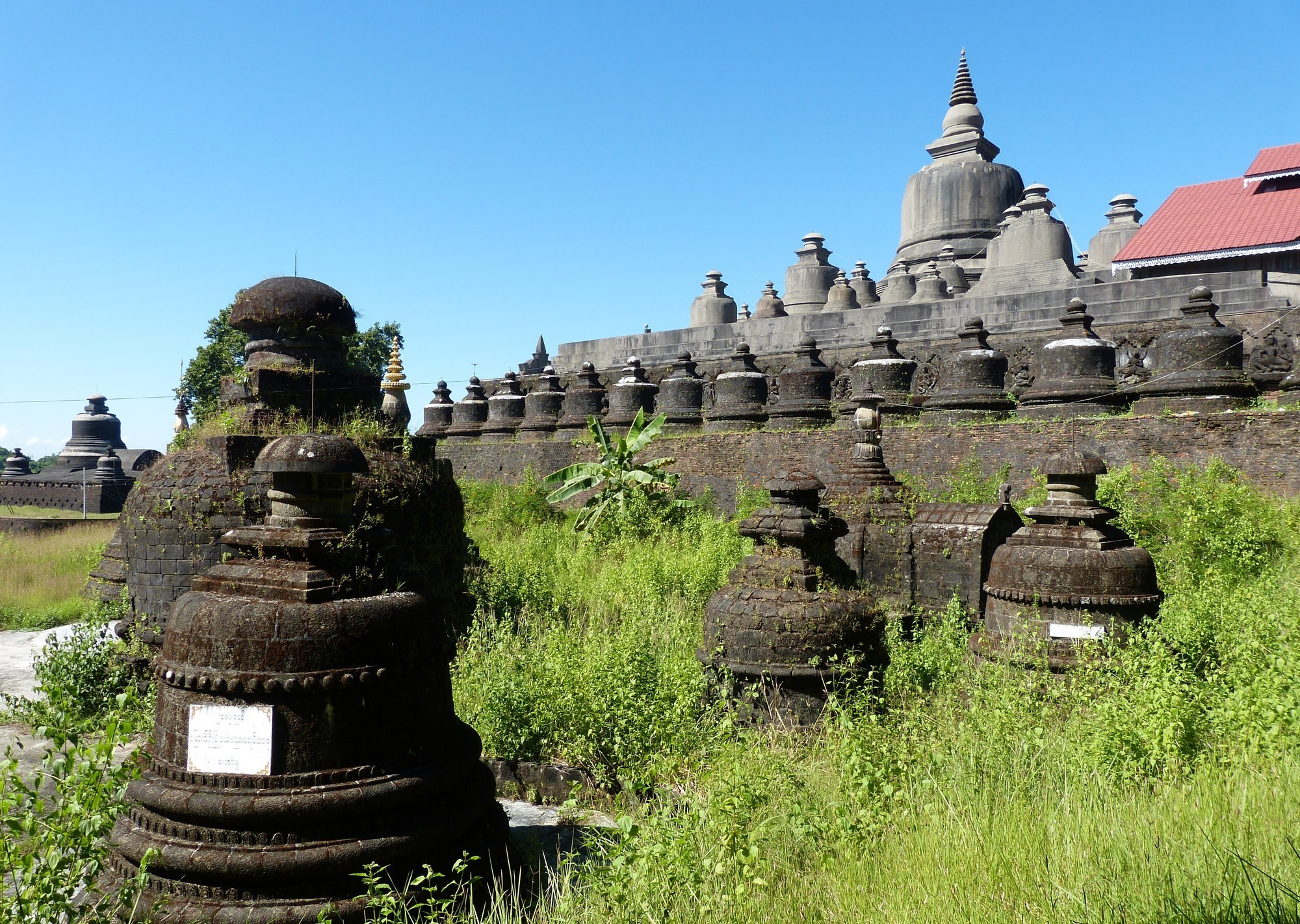
Temple de Shitthaung (2013).
Plan du temple.
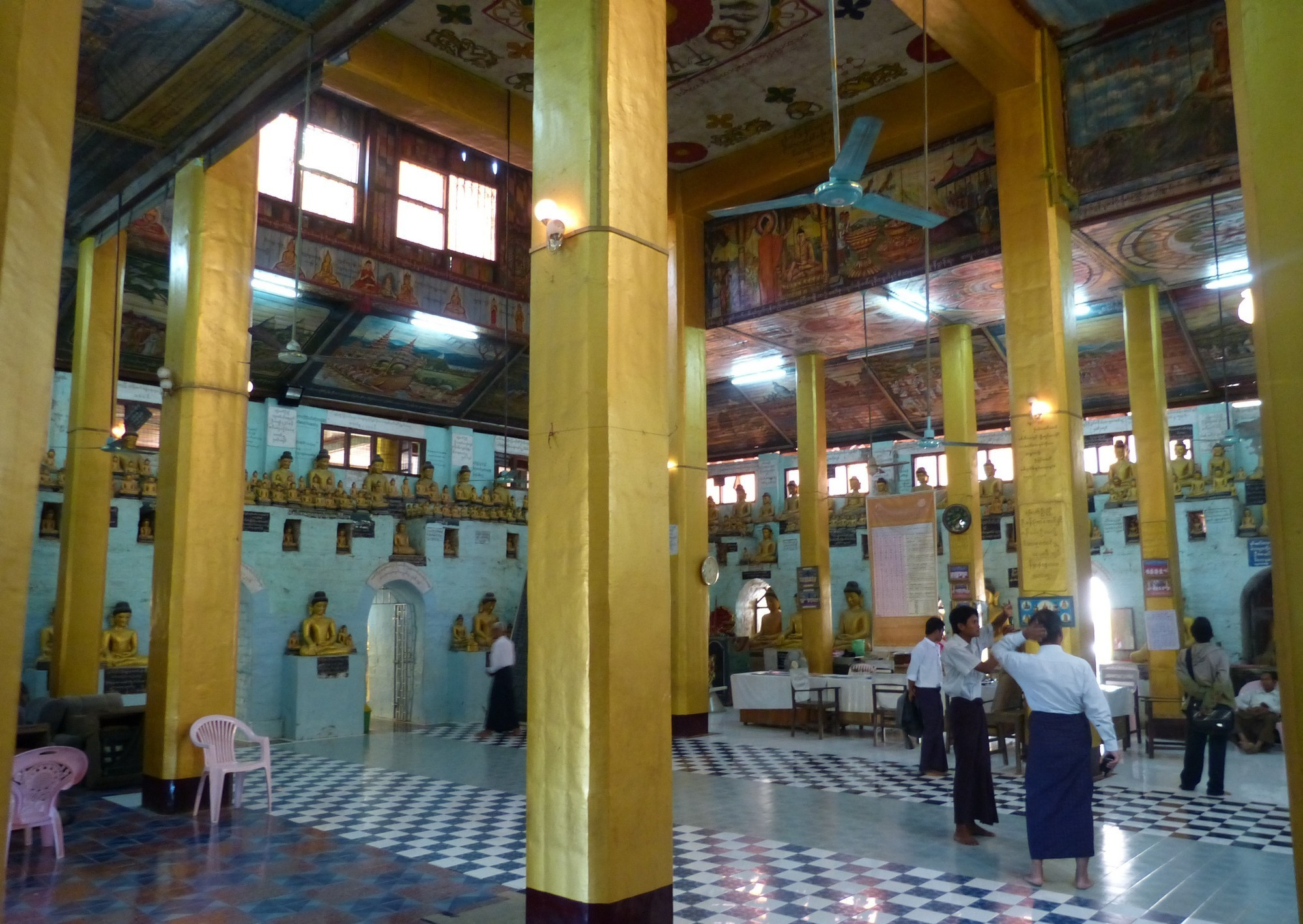
Salle d'ordination.
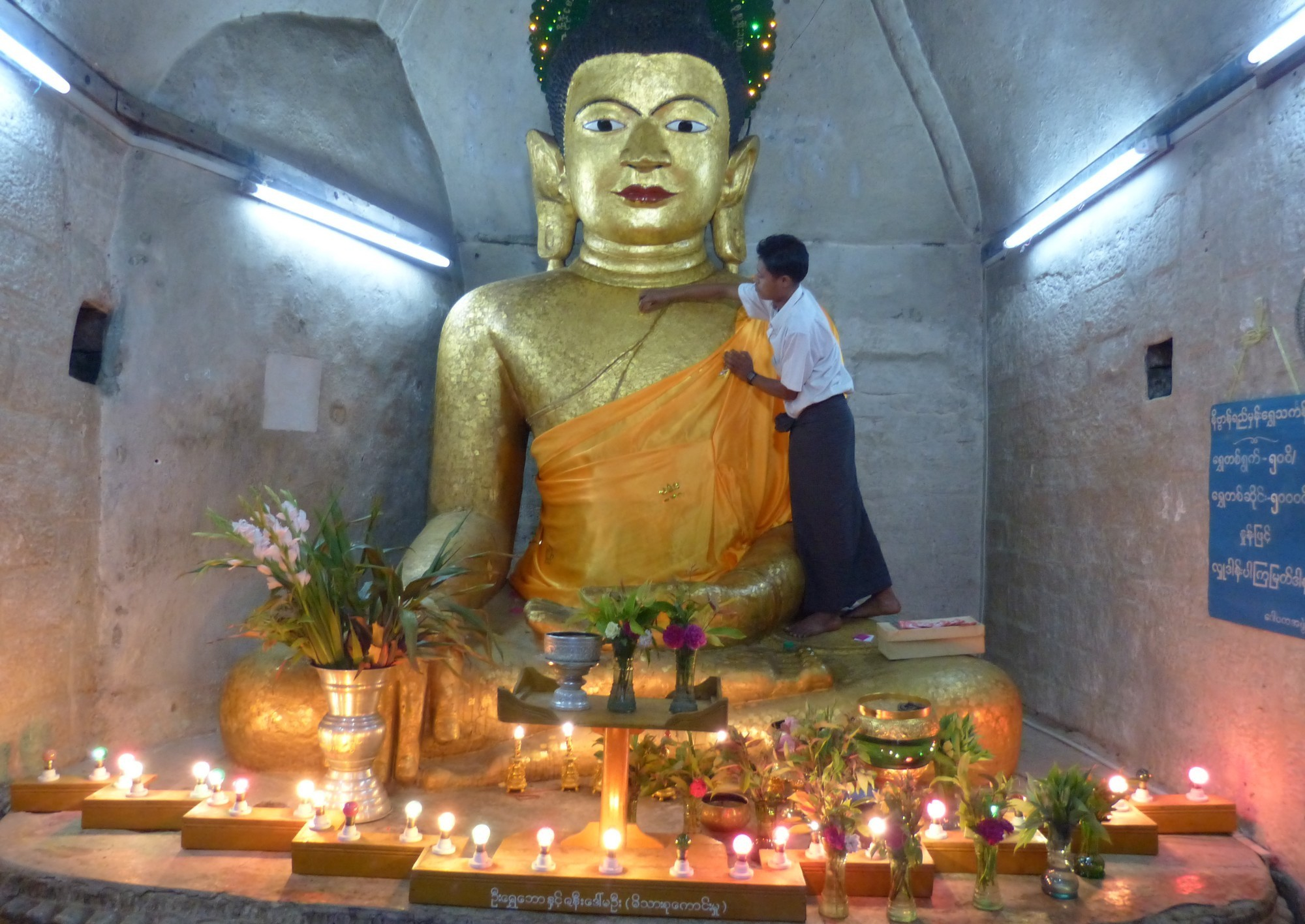
Croyant collant une feuille d'or sur la statue principale du Bouddha du Temple.
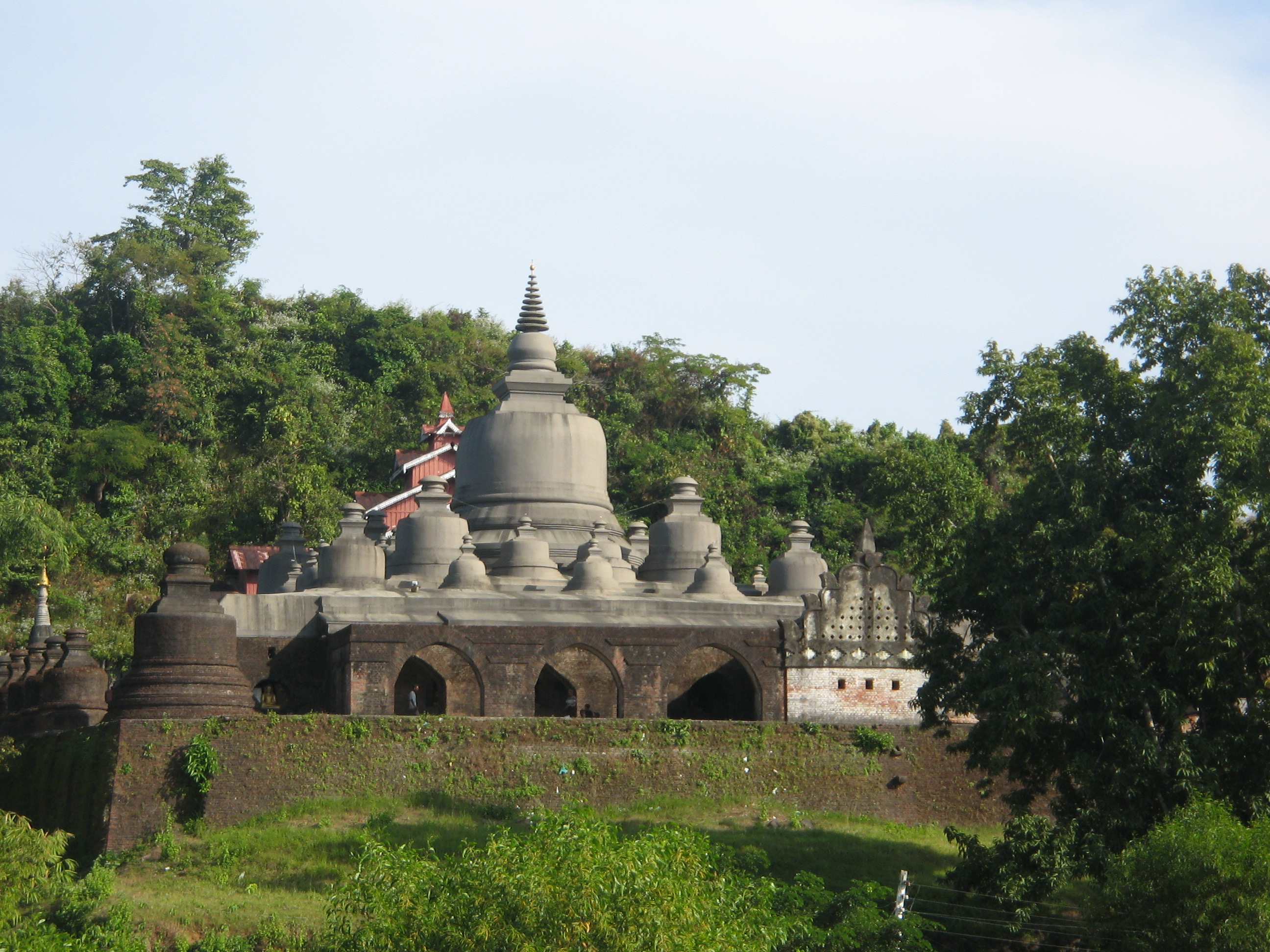
Le temple de Shitthaung vu depuis celui d'Htukkanthein (2008).